# 賈森·古德溫

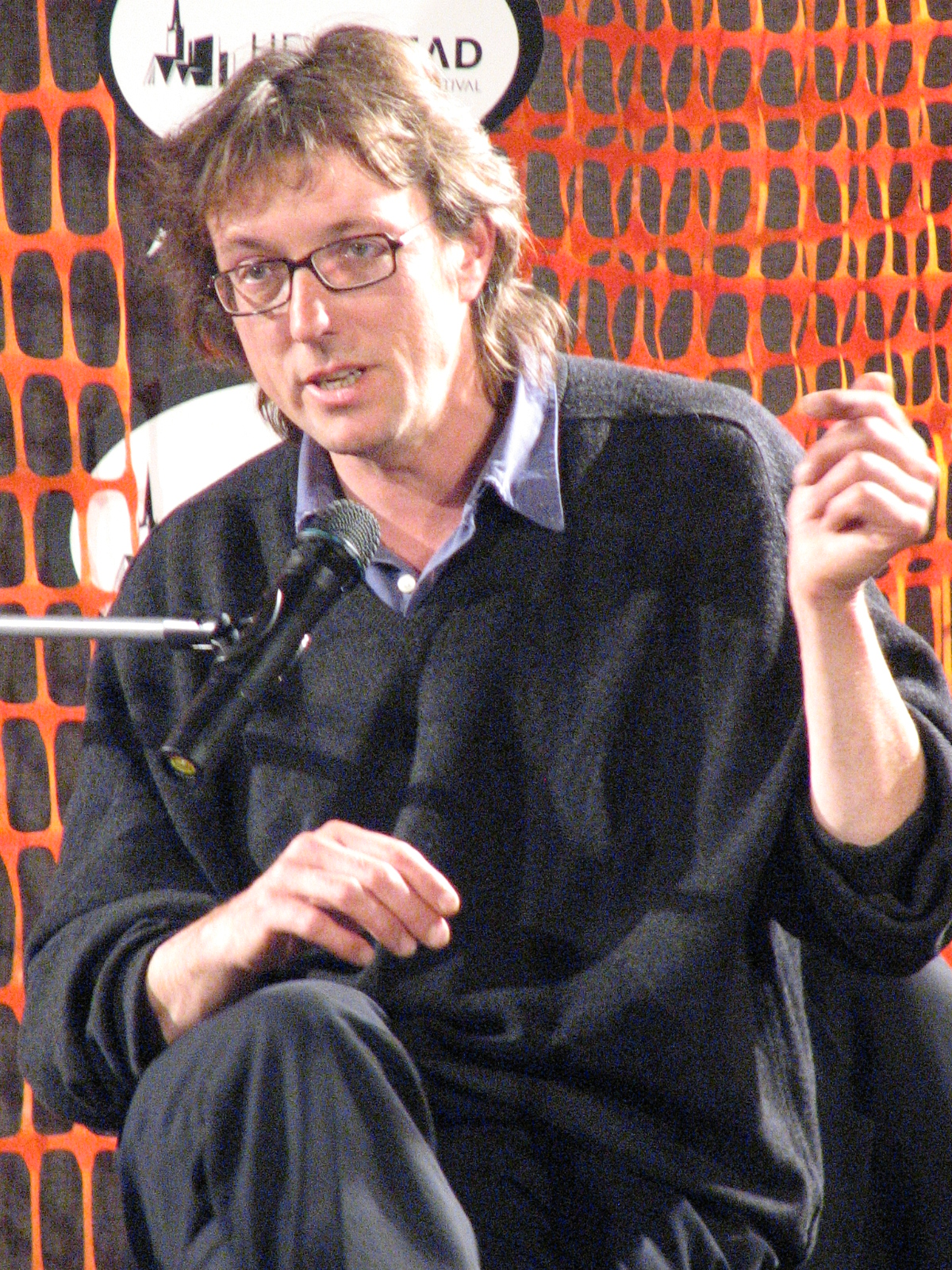
2011年

賈森·古德溫（Jason Goodwin，1964年—）是一位英國作家及歷史學家，他大學時期於劍橋大學專門研究拜占庭歷史。在1998年之前，賈森·古德溫主要撰寫遊記及歷史書，當中較知名的包括《茶的盛世：在中国与印度的觅茶之旅》及《奥斯曼帝国史》，直至2006年，他推出第一本虛構小說《禁衛軍之樹》，才開始改寫小說。他才推出第一本小說，就憑此書就於2007年奪得推理界最高榮譽的愛倫·坡獎的最佳小說獎，期後則推出同系列的第二部及第三部小說，而第二部小說《蛇石》顺利进入年度历史匕首奖决选，自此成為一位頗受出版商青睞的作家。